# Mühlhausen
|  | No s'ha de confondre amb Mülhausen. |

Mühlhausen (oficialment Mühlhausen/Thüringen) és una ciutat de l'estat federal alemany de Turíngia. És la capital del districte rural de Unstrut-Hainich, i està situada al costat del riu Unstrut. L'any 2011 tenia uns 37.000 habitants.

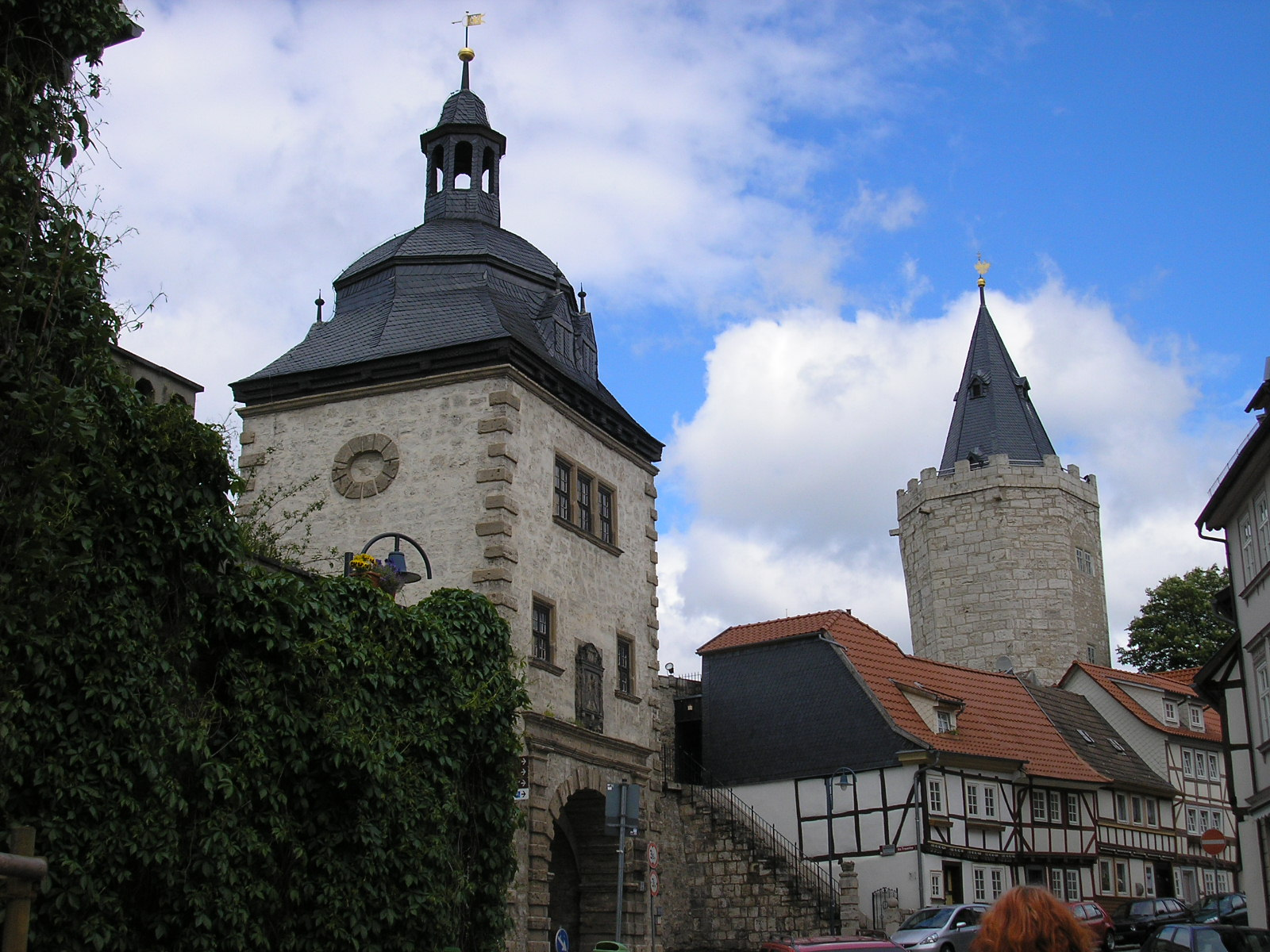
Una de les portes de la murada vista des de l'interior de la ciutat.

## Història
Mühlhausen fou possiblement fortificada l'any 925, i la primera referència és del 967, quan apareix com a vila otoniana. La seva importància es demostra pels privilegis atorgats pel rei d'Alemanya Enric I l'Ocellaire (876–936), i per la dieta imperial que s'hi desenvolupà l'any 1135. El seu període de màxima esplendor va des del segle xiii fins al XV.
Durant la Reforma Protestant, Mühlhausen es convertí en un dels principals reductes dels anabaptistes. El predicador i líder revolucionari Thomas Müntzer va predicar a l'Església de Santa Maria l'any 1525, i després de la batalla de Frankenhausen fou executat a la ciutat.
Johann Sebastian Bach hi exercí com a organista de l'església de Sant Blai entre 1707 i 1708. Entre les obres que Bach compongué a la ciutat en destaca la cantata Gott ist mein König, BWV 71.
Les disensions internes i el dany causat durant la Guerra dels Trenta Anys (1618-1648) i la Guerra dels Set Anys (1756-1763) van reduir la importància de la ciutat. L'any 1802 Mühlhausen perd la seva independència, i passa a dependre de Prússia. L'any 1807 és annexada al Regne de Westfàlia, però l'any 1815 es torna a incorporar a Prússia, a la Província de Saxònia.

## Principals monuments
- Murada de la ciutat
- Arxius de la ciutat
- 11 esglésies
- Parc nacional "Hainich"

## Districtes
La ciutat de Mühlhausen està formada per 5 districtes:
- Mühlhausen (33.660 habitants)
- Felchta (990 habitants)
- Görmar (1.109 habitants)
- Saalfeld (211 habitants)
- Windeberg (260 habitants)

## Personatges destacats
- John (Johann) A. Etzler, escriptor, teòric socialista
- Günter Fromm (1926–1994), escriptor
- Adolph Methfessel (1807–1878), compositor
- Ernst Methfessel (1811–1886), compositor
- John (Johann) August Roebling (1806–1869), enginyer que dissenyà el pont de Brooklyn.
- Friedrich August Stüler, arquitecte

- Albert Thierfelder

## Ciutat agermanades
Mühlhausen està agermanada amb
- Tourcoing, França
- Eschwege, Alemanya
- Münster, Alemanya
- Kronstadt, Rússia
- Saxonburg, Pennsilvània, EUA